# Toi Toi Cup 2022-2023
Navigation
2021-2022 2023-2024
La Toi Toi Cup 2022-2023 a lieu du 28 septembre 2022 à Holé Vrchy au 10 décembre 2022 à Rýmařov. Elle comprend sept manches qui font toutes partie du calendrier de la saison de cyclo-cross 2022-2023.

## Barème
Les 50 premiers de chaque course marquent des points pour le classement général suivant leur position : 50 points au 1er, 49 au 2e, 48 au 3e jusqu'à 1 point pour le 50e.

## Calendrier
| # | Date         | Course             |
| - | ------------ | ------------------ |
| 1 | 28 septembre | Holé Vrchy         |
| 2 | 1er octobre  | Hlinsko            |
| 3 | 8 octobre    | Jičín              |
| 4 | 12 novembre  | Veselí nad Lužnicí |
| 5 | 17 novembre  | Slaný              |
| 6 | 3 décembre   | Kolín              |
| 7 | 10 décembre  | Rýmařov            |

## Hommes élites

### Résultats
| # | Date         | Lieu               | Vainqueur        | Deuxième       | Troisième      | Leader du classement général |
| - | ------------ | ------------------ | ---------------- | -------------- | -------------- | ---------------------------- |
| 1 | 28 septembre | Holé Vrchy         | Michael Boroš    | Julian Siemons | Adam Ťoupalík  | Michael Boroš                |
| 2 | 1er octobre  | Hlinsko            | Michael Boroš    | Adam Ťoupalík  | Julian Siemons | Michael Boroš                |
| 3 | 8 octobre    | Jičín              | Anton Ferdinande | Adam Ťoupalík  | Yentl Bekaert  | Adam Ťoupalík                |
| 4 | 12 novembre  | Veselí nad Lužnicí | Adam Ťoupalík    | Jakub Říman    | Marek Konwa    | Adam Ťoupalík                |
| 5 | 17 novembre  | Slaný              | Matyáš Fiala     | Šimon Vaníček  | Jakub Říman    | Adam Ťoupalík                |
| 6 | 3 décembre   | Kolín              | Šimon Vaníček    | Marek Konwa    | Adam Ťoupalík  | Adam Ťoupalík                |
| 7 | 10 décembre  | Rýmařov            | Marek Konwa      | Jakub Říman    | Matěj Stránský | Šimon Vaníček                |

### Classement général
| Pos | Coureuse         | Points |
| --- | ---------------- | ------ |
| 1   | Šimon Vaníček    | 334    |
| 2   | Jakub Říman      | 327    |
| 3   | Adam Ťoupalík    | 290    |
| 4   | Robert Hula      | 288    |
| 5   | Patrik Černý     | 288    |
| 6   | Tomáš Bakus      | 247    |
| 7   | Pavel Jindřich   | 246    |
| 8   | Maximilian Kerl  | 242    |
| 9   | Matyás Fiala     | 229    |
| 10  | Vojtěch Vodrážka | 212    |

## Femmes élites

### Résultats
| # | Date         | Lieu               | Vainqueur         | Deuxième          | Troisième          | Leader du classement général |
| - | ------------ | ------------------ | ----------------- | ----------------- | ------------------ | ---------------------------- |
| 1 | 28 septembre | Holé Vrchy         | Blanka Vas        | Kristýna Zemanová | Judith Krahl       | Blanka Vas                   |
| 2 | 1er octobre  | Hlinsko            | Blanka Vas        | Kristýna Zemanová | Laura Verdonschot  | Blanka Vas                   |
| 3 | 8 octobre    | Jičín              | Blanka Vas        | Kristýna Zemanová | Pavla Havlíková    | Blanka Vas                   |
| 4 | 12 novembre  | Veselí nad Lužnicí | Kristýna Zemanová | Pavla Havlíková   | Kateřina Hladíková | Kristýna Zemanová            |
| 5 | 17 novembre  | Slaný              | Kristýna Zemanová | Judith Krahl      | Barbora Jeřábková  | Kristýna Zemanová            |
| 6 | 3 décembre   | Kolín              | Vanda Dlasková    | Nikola Bajgerová  | Tereza Vaníčková   | Kristýna Zemanová            |
| 7 | 10 décembre  | Rýmařov            | Pavla Havlíková   | Nikola Bajgerová  | Kateřina Hladíková | Kateřina Douděrová           |

### Classement général
| Pos | Coureuse           | Points |
| --- | ------------------ | ------ |
| 1   | Kateřina Douděrová | 282    |
| 2   | Barbora Jeřábková  | 248    |
| 3   | Kristýna Zemanová  | 247    |
| 4   | Pavla Havlíková    | 239    |
| 5   | Kateřina Hladíková | 232    |
| 6   | Tereza Vaníčková   | 224    |
| 7   | Vanda Dlasková     | 220    |
| 8   | Eliška Drbohlavová | 213    |
| 9   | Karla Nováková     | 208    |
| 10  | Simona Rusinová    | 207    |